# Getto w Kownie

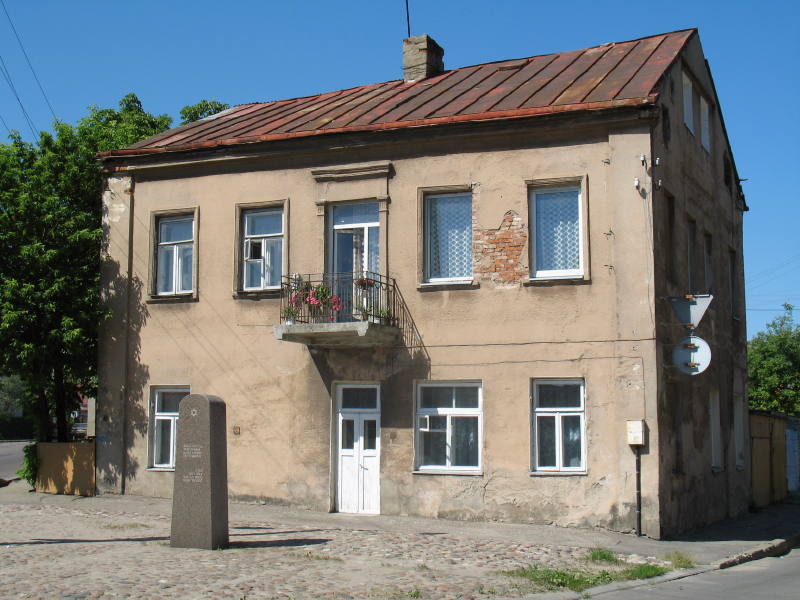
Kamienica, obok której znajdowała się brama do kowieńskiego getta.

Getto w Kownie (niem. Ghetto Kauen; jid. ‏קאָוונער געטאָ‎; Kowner geto) – getto założone przez Niemców na terenie kowieńskiej dzielnicy Wiliampol, istniejące w latach 1941–1944.

## Historia
Decyzję o powołaniu specjalnej dzielnicy dla kowieńskich Żydów ogłoszono 10 lipca 1941 – po wkroczeniu do miasta wojsk niemieckich i wybuchu pogromów żydowskich organizowanych przez litewskich nacjonalistów. Formalny akt podpisał komendant miasta Jurgis Bobelis – na jego mocy kowieńscy Żydzi lub osoby za nich uznane mieli do 15 sierpnia 1941 przeprowadzić się do dzielnicy Wiliampol (Słobódka). Na początku istnienia getta znalazło się w nim 29,7 tys. osób uznanych według kryteriów z Norymbergi za Żydów.
Ulica Ponarska (Panieriu), wyłączona z dzielnicy ze względów komunikacyjnych, dzieliła getto na dwie części – tzw. duże i małe getto, które połączone były kładką przechodzącą nad ulicą. W małym getcie znajdował się m.in. szpital i dom sierot.
Żydowskim życiem w getcie kierował Judenrat, na którego czele stanęli Elchanan Elkes i Lejb Garfunkel – jako jeden z nielicznych Judenratów był wybrany przez samych Żydów, a nie narzucony przez okupacyjne wojska.
Już w pierwszych dniach po utworzeniu getta doszło do zbrodniczych akcji ze strony niemieckiej SS – 18 sierpnia zorganizowano tzw. akcję Intelektualiści, której ofiarą padło 534 Żydów uznanych za szczególnie ważnych dla kulturowego przetrwania społeczności żydowskiej w mieście. 26 września ok. tysiąca mieszkańców zostało rozstrzelanych na terenie IV Fortu.
4 października 1941 ogłoszono decyzję o rozwiązaniu tzw. małego getta. W tym samym dniu doszło do spalenia szpitala oraz rozstrzelania 1,8 tys. Żydów w IX Forcie twierdzy Kowno. Kolejne represje miały miejsce 28 października – dokonano selekcji ok. 30% mieszkańców getta, po czym ok. 9,2 tys. ludzi zamordowano w IX Forcie.
1 listopada 1943 dzielnica została wyjęta spod niemieckiej i żydowskiej administracji cywilnej i przejęta przez SS jako obóz koncentracyjny KL Kauen.
Na wiosnę 1944 przeprowadzono w obozie tzw. akcję Dzieci, której ofiarą padło 1,3 tys. osób, do 12 i po 55 roku życia.
Ostatecznej likwidacji getta dokonano 8 lipca 1944, wywożąc ocalałych mieszkańców do obozów koncentracyjnych w Dachau i Stutthofie. Następnie cała dzielnica została z rozkazu komendantury SS spalona. Oblicza się, że Zagładę przeżyło 3 tys. z 37 tys. kowieńskich Żydów.